# The Crocodile Hunter
The Crocodile Hunter est une émission de télévision documentaire sur la nature en 60 épisodes de 50 minutes, présentée par Steve Irwin et son épouse Terri, et diffusée du 5 avril 1997 au 22 novembre 2004 sur Animal Planet, ainsi que sur Discovery Channel dans d'autres pays.